# Czesław Szperka
Czesław Józef Szperka (ur. 4 sierpnia 1897 w Kurowie) – porucznik piechoty Wojska Polskiego, działacz niepodległościowy, kawaler Orderu Virtuti Militari, urzędnik pocztowy.

## Życiorys
Urodził się 4 sierpnia 1897 we wsi Kurów, w ówczesnym powiecie bocheńskim Królestwa Galicji i Lodomerii, w rodzinie Franciszka i Marii ze Świdrów. Od 1 stycznia 1912 należał do Polskich Drużyn Strzeleckich, a od 10 kwietnia 1913 do Związku Strzeleckiego.
27 lipca 1923, w stopniu chorążego, został zwolniony do rezerwy. 3 października tego roku przyjechał z Dęblina do Poznania i zamieszkał przy ul. Wierzbięcice 41. 22 lipca 1924 wyjechał do Kępna. W tym samym roku, w Kaliszu, uzupełnił wykształcenie w zakresie sześciu klas gimnazjum. 15 grudnia 1924 rozpoczął pracę w poczcie (od 1928 przedsiębiorstwie państwowym Polska Poczta, Telegraf i Telefon).
16 maja 1930 prezydent RP mianował go podporucznikiem w rezerwie ze starszeństwem z 1 września 1929 i 106. lokatą w korpusie oficerów piechoty, a minister spraw wojskowych wcielił do 59 pułku piechoty w Inowrocławiu. W 1934, jako oficer rezerwy 59 pp pozostawał w ewidencji Powiatowej Komendy Uzupełnień Gniezno. Na stopień porucznika rezerwy został mianowany ze starszeństwem z 19 marca 1939 i 915. lokatą w korpusie oficerów piechoty.
Do 1934 pracował w Urzędzie Pocztowym we Wrześni na stanowisku asystenta pocztowego. Obowiązki zawodowe łączył z działalnością społeczną na stanowisku komendanta powiatowego Związku Strzeleckiego. W latach 1935–1939 mieszkał w Gdyni przy ul. Morskiej 106 m. 23, pracował w Urzędzie Pocztowym Gdynia 1 na stanowisku starszego asystenta pocztowego i kontynuował działalność społeczną na stanowisku zastępcy komendanta powiatowego Przysposobienia Wojskowego i Wychowania Fizycznego oraz Związku Strzeleckiego. W Związku Strzeleckim posiadał oficerski stopień starszego kompanijnego.
W 1939 dostał się do niewoli niemieckiej. Przebywał w Oflagu II C Woldenberg (numer jeniecki 1013).

## Ordery i odznaczenia
- Krzyż Srebrny Orderu Wojskowego Virtuti Militari nr 1799[1] – 28 lutego 1921[9][10][11]
- Krzyż Niepodległości – 20 lipca 1932 „za pracę w dziele odzyskania niepodległości”[12][3][13]
- Krzyż Walecznych[1][14]
- Medal Pamiątkowy za Wojnę 1918–1921[1]
- Medal Dziesięciolecia Odzyskanej Niepodległości[1]
- Odznaka za Rany i Kontuzje z czterema gwiazdkami[15]
- Gwiazda Przemyśla[1]
- Odznaka „Za wierną służbę”[15]
- Państwowa Odznaka Sportowa[15]